# MBC 5시 뉴스와 경제 광주·전남
《5 MBC 뉴스 광주·전남》은 광주MBC TV에서 매주 평일 오후 5시에 방송 중인 광주 지역 저녁 경제 종합 뉴스 프로그램이다.

## 개요
5 MBC 뉴스가 MBC 5시 뉴스와 경제로 개편된 이후에도 여전히 5 MBC 뉴스 타이틀을 유지하고 있다.

## 앵커
| 대수 | 진행자             | 진행 기간                         | 비고  |
| ---- | ------------------ | --------------------------------- | ----- |
| 1대  | 장유진 아나운서    | 일자 미상 ~ 2024년 6월 28일       | [ 1 ] |
| 2대  | 양세원 前 아나운서 | 2024년 7월 1일 ~ 2025년 3월 7일   | [ 3 ] |
| 3대  | 이승철 아나운서    | 2025년 3월 10일 ~ 2025년 3월 28일 |       |
| 4대  | 노소정 아나운서    | 2025년 3월 31일 ~ 현재            |       |

## 경쟁 프로그램
- KBS 뉴스 7 광주·전남 (KBS 광주 1TV)
- kbc 뉴스와이드 (kbc TV)